# Srabura signoreti
Srabura signoreti är en insektsart som beskrevs av Nielson 1982. Srabura signoreti ingår i släktet Srabura och familjen dvärgstritar. Inga underarter finns listade i Catalogue of Life.